# Dongfeng Aeolus S30
Dongfeng Aeolus S30 (ранее Dongfeng Fengshen S30) — субкомпактный автомобиль, выпускавшийся компанией Dongfeng с 2009 по 2017 год. Хетчбэк получил индекс Aeolus H30.

## Описание
Разработка автомобиля Aeolus S30 началась в середине 2000-х годов в рамках сотрудничества DongFeng с PSA Group. Первый прототип под названием Dongfeng DFM7160 построен на базе Citroën Fukang с фарами от Peugeot 206 и задними огнями от Mercedes-Benz C-Class, при этом двери и кабина были такими же, как у Citroën Elysée. Однако этот прототип оставался уникальным примером, поскольку был слишком дешевым и технически устаревшим, чтобы выйти на рынок.
В 2007 году компания DongFeng начала работу над новым проектом совместно с PSA Group. Также был заключён лицензионный договор с компанией Italdesign.
В апреле 2009 года дебютировал Dongfeng Fengshen S30, который являлся первым автомобилем бренда Aeolus. Он выпущен на платформе Citroen ZX, но имеет особый дизайн кузова и более современный интерьер. Производство стартовало в июле 2009 года в Ухани.

В марте 2013 года автомобиль прошёл рестайлинг передней и задней частей. Цены варьировались от 59800 до 88800 юаней.
- Вид сзади
- Рестайлинг

## Fengshen S30 PHEV
Fengshen S30 PHEV был представлен в 2016 году на Пекинском автосалоне в виде концепт-кара. Серийно не выпускался.

## Fengshen H30
Fengshen H30 являлся хетчбэком на базе Dongfeng Aeolus S30, цены которого варьировались от 69800 до 93800 юаней.

### Fengshen H30 Cross
Fengshen H30 Cross являлся кроссовером на базе Aeolus S30. Его цены варьировались от 86800 до 97800 юаней.
- Dongfeng Fengshen H30
- Dongfeng Fengshen H30 Cross